# Општина Топличени (Бузау)
Топличени (рум. Topliceni) општина је у Румунији у округу Бузау.
Oпштина се налази на надморској висини од 228 m.